# Kammorgan

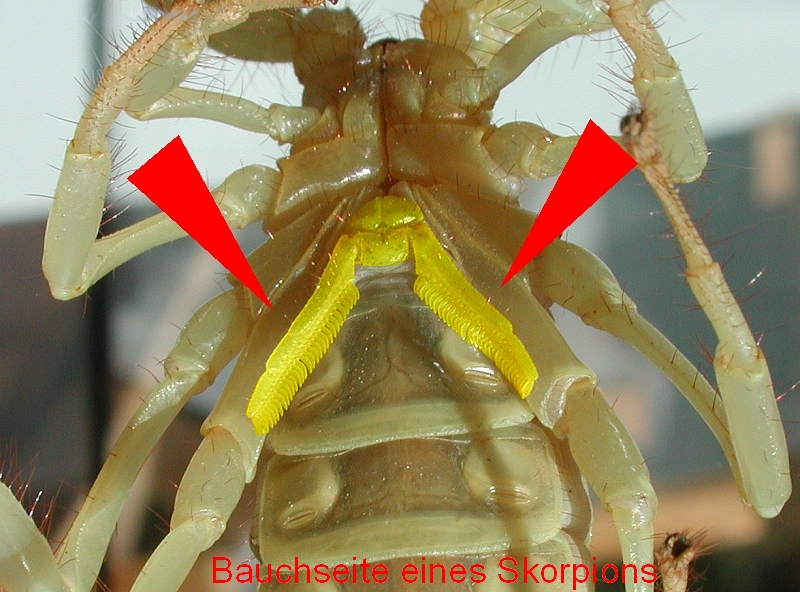
Kammorgane eines Skorpions (Hadrurus arizonensis)

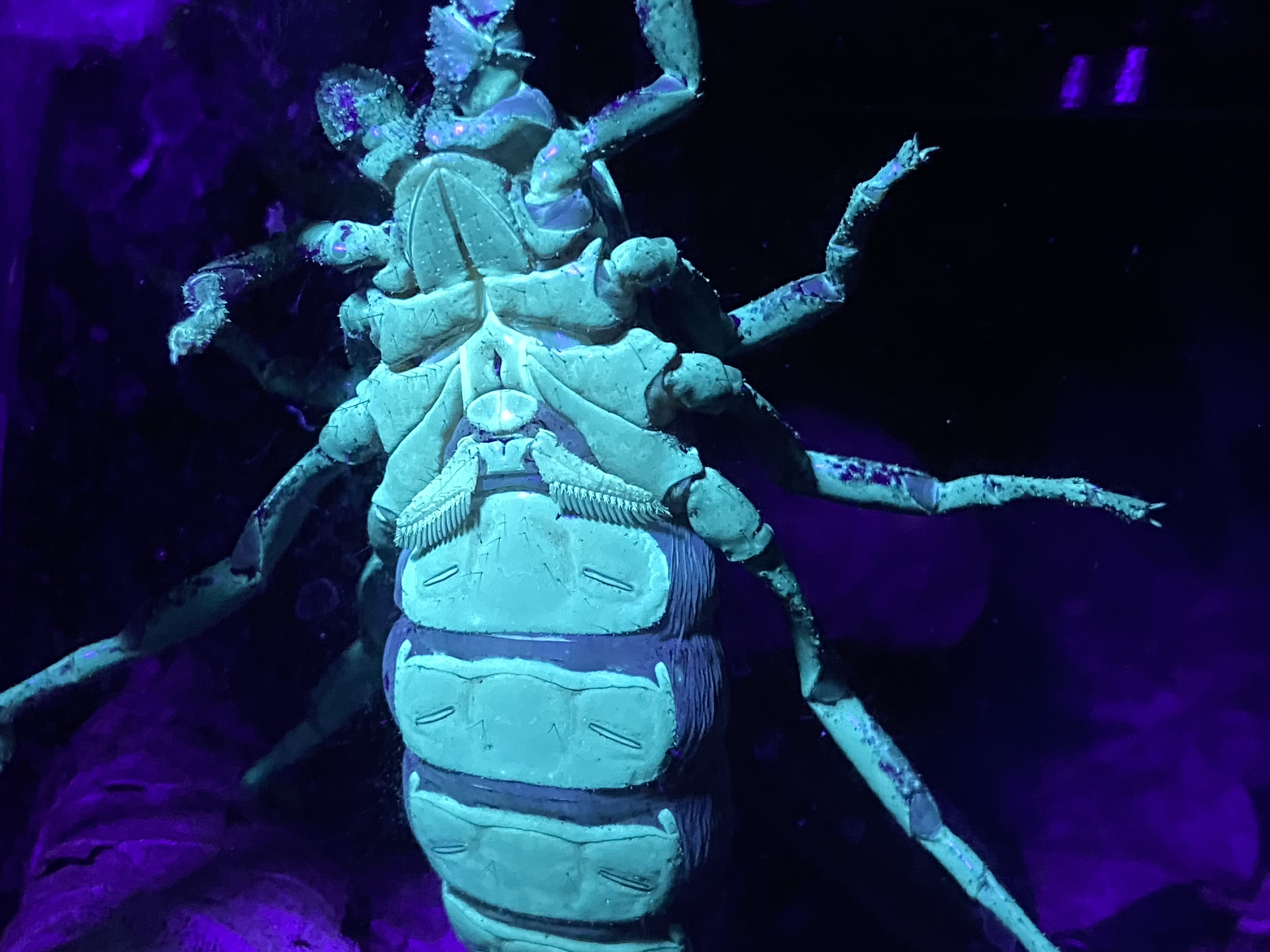
Kammorgan eines Heterometrus im UV-Licht

Das Kammorgan, auch Pecten, im Plural Pectines genannt, ist ein Sinnesorgan, das sich nur bei den Skorpionen findet.
Für Skorpione sind taktile Reize sehr bedeutend, die durch Vibrationen des Bodens (Bewegungen anderer Tiere z. B.), Luftströmungen und Berührungen (aktiv oder passiv) entstehen. Neben zahlreichen anderen Sinnesorganen für die Reizaufnahme sind auch die Pectines an der Reizaufnahme beteiligt.
Sie finden sich auf der Bauchseite (ventral) am zweiten mesosomalen Segment des Opisthosomas. Die paarigen Kämme sind wohl aus Extremitäten entstanden und werden beim Laufen über den Boden gehalten. Die Paarigkeit ermöglicht auch, eine Richtung ankommender Reize auszumachen. Nach Polis (1990) besitzen Weibchen schmalere Pectines mit kürzeren und geraderen Kammzähnen. Lange war ihre Funktion unbekannt bzw. reizte zu unterschiedlichsten Deutungen (sollen dem Geruchssinn, der Atmung, der Paarung oder dem Gleichgewicht dienen).
Die Geruchsfunktion des Kammorgans kann inzwischen als gesichert gelten: Nach Wolf (2008) befinden sich auf jedem einzelnen Kammzahn mehrere chemosensitive Borsten (pegs), die jeweils mit Lymphe gefüllt sind und über einen terminalen Schlitz mit der Außenwelt in Verbindung stehen. In die Lymphe eingebettete olfaktorische (Geruchs-)Sinneszellen leiten ihre Reize über den Kammnerv ins Unterschlundganglion. Als starkes Argument für eine olfaktorische Funktion des Kammorgans weist Wolf (2008) darauf hin, dass der mit dem Kammnerv assoziierte Teil des Unterschlundganglions eine glomeruläre (nervenknäuelartige) Organisation aufweist, wie sie in analoger Weise auch für die Riechzentren der Insekten, Krebstiere und z. B. Hundertfüßer charakteristisch ist.
Die zahlreichen Borsten der Kutikula dienen hingegen der Aufnahme taktiler Reize. Laut Schneider (2002) wird durch Reizung der Borsten auch die Haltung des Körpers beim Laufen beeinflusst. Üblicherweise halten Skorpione ihren Körper niedrig über dem Boden und nur bei Hindernissen wird dieser angehoben.